# 毛利豊元
毛利 豊元（もうり とよもと）は、室町時代の安芸国の国人。毛利氏当主。備後守護山名是豊の麾下として、河内・紀伊を転戦した。「豊元」の名も山名是豊から偏諱を受けて名乗ったもの。

## 生涯
応仁の乱では是豊が東軍であったため、豊元も東軍に属し、京都で戦乱の日々を送った。しかし、東軍側の毛利氏への措置に不満を抱いた豊元は、文明3年（1471年）に帰国すると、西軍側の有力大名の大内政弘に味方して所領を取り返した。これ以後、毛利氏は大内氏傘下の国人領主の一つとなる。
豊元は東軍支援の徳政一揆を鎮圧したほか、大内氏の安芸支配の本拠・鏡山城を包囲した東軍を追い払うなど、大内氏の安芸への勢力伸張に貢献することとなる。この戦功により、大内政弘から西条盆地の一部を所領として与えられた。また、備後国では西軍の山名政豊を助け、元の主である東軍方の是豊の軍勢と激闘を繰り広げ、これを撃退し、世羅台地の一部を獲得した。
文明7年（1475年）11月24日付で嫡男千代寿丸（弘元）に、本領のほかに新たに獲得した備後と安芸の所領を別紙で同時に譲っている（『毛利家文書』149―151号）。
文明8年（1476年）5月28日に33歳で病没した。飲酒の害が原因とされる（『毛利家文書』599号）。